# Stiven Mendoza
Pour les articles homonymes, voir Mendoza.
Mendoza  Valencia est un nom espagnol. Le premier nom de famille, en général paternel, est Mendoza ; le second, en général maternel, souvent omis, est Valencia.
John Stiven Mendoza Valencia, dit Stiven Mendoza, né le 27 juin 1992 à Palmira, est un footballeur international colombien. Il évolue au poste d'attaquant à l'Athletico Paranaense.

## Biographie

### Carrière en club

#### SC Corinthians (2015-2018)
En 2015, il dispute dix matchs au sein du championnat brésilien avec les Corinthians, inscrivant un but, et remportant par le même occasion le titre de champion du Brésil.

#### Amiens SC (2018-2021)
Le 10 janvier 2018, il s'engage avec Amiens SC évoluant en Ligue 1.

#### Ceara (2021-)
Le 28 février 2021, il a signé un contrat jusqu'en 2023 avec le club Brésilien de Ceara.

### Sélection
Il participe avec la sélection colombienne au championnat sud-américain des moins de 20 ans en 2011.

## Statistiques
| Saison                | Club                    | Championnat           | Championnat | Championnat | Coupe nationale | Coupe nationale | Coupe de la Ligue | Coupe de la Ligue | Supercoupe | Supercoupe | Compétition(s) continentale(s) | Compétition(s) continentale(s) | Compétition(s) continentale(s) | Séries | Séries | Ligue régionale | Ligue régionale | Total | Total |
| Saison                | Club                    | Division              | M.          | B.          | M.              | B.              | M.                | B.                | M.         | B.         | Comp.                          | M.                             | B.                             | M.     | B.     | M.              | B.              | M.    | B.    |
| 2010                  | Envigado FC             | Primera A             | 6           | 0           | -               | -               | -                 | -                 | -          | -          | -                              | -                              | -                              | -      | -      | -               | -               | 6     | 0     |
| 2011                  | Envigado FC             | Primera A             | 3           | 0           | 4               | 0               | -                 | -                 | -          | -          | -                              | -                              | -                              | -      | -      | -               | -               | 7     | 0     |
| Sous-total            | Sous-total              | Sous-total            | 9           | 0           | 4               | 0               | -                 | -                 | -          | -          | -                              | -                              | -                              | -      | -      | -               | -               | 13    | 0     |
| 2012                  | América Cali (prêt)     | Primera B             | 41          | 10          | 9               | 0               | -                 | -                 | -          | -          | -                              | -                              | -                              | 2      | 0      | -               | -               | 52    | 10    |
| 2013                  | Cúcuta Deportivo (prêt) | Primera B             | 15          | 4           | 5               | 0               | -                 | -                 | -          | -          | -                              | -                              | -                              | -      | -      | -               | -               | 20    | 4     |
| 2013                  | Deportivo Cali          | Primera A             | 11          | 1           | 3               | 0               | -                 | -                 | -          | -          | -                              | -                              | -                              | -      | -      | -               | -               | 14    | 1     |
| 2014                  | Deportivo Cali          | Primera A             | 5           | 1           | -               | -               | -                 | -                 | 2          | 0          | -                              | -                              | -                              | -      | -      | -               | -               | 7     | 1     |
| Sous-total            | Sous-total              | Sous-total            | 16          | 2           | 3               | 0               | -                 | -                 | 2          | 0          | -                              | -                              | -                              | -      | -      | -               | -               | 21    | 2     |
| 2014                  | Chennaiyin FC           | Indian Super League   | 9           | 4           | -               | -               | -                 | -                 | -          | -          | -                              | -                              | -                              | -      | -      | -               | -               | 9     | 4     |
| 2016                  | SC Corinthians          | Serie A               | 10          | 1           | 1               | 0               | -                 | -                 | -          | -          | CL                             | 6                              | 0                              | -      | -      | 8               | 2               | 25    | 3     |
| 2015                  | Chennaiyin FC (prêt)    | Indian Super League   | 16          | 13          | -               | -               | -                 | -                 | -          | -          | -                              | -                              | -                              | -      | -      | -               | -               | 16    | 13    |
| 2016                  | New York City FC (prêt) | MLS                   | 25          | 5           | -               | -               | -                 | -                 | -          | -          | -                              | -                              | -                              | -      | -      | -               | -               | 25    | 5     |
| 2017                  | Bahia (prêt)            | Serie A               | 31          | 8           | -               | -               | -                 | -                 | -          | -          | -                              | -                              | -                              | -      | -      | -               | -               | 31    | 8     |
| 2017-2018             | Amiens SC               | Ligue 1               | 13          | 2           | -               | -               | -                 | -                 | -          | -          | -                              | -                              | -                              | -      | -      | -               | -               | 13    | 2     |
| Total sur la carrière | Total sur la carrière   | Total sur la carrière | 182         | 48          | 22              | 0               | -                 | -                 | 2          | 0          | -                              | 6                              | 0                              | 2      | 0      | 8               | 2               | 222   | 50    |

## Palmarès
- Vainqueur de la Superliga de Colombia en 2014 avec le Deportivo Cali
- Champion du Brésil en 2015 avec les Corinthians
- Vainqueur de l'Indian Super League en 2015 avec le Chennaiyin FC